# Nao Kawakita
Nao Kawakita (川北奈緒, Kawakita Nao), née le 16 décembre 1975, est une musicienne japonaise, batteuse et choriste du groupe de punk/rock Maximum the Hormone.

## Biographie
En 1998, elle cofonde le groupe Maximum the Hormone avec le chanteur Daisuke.
Elle recrute son frère Ryo Kawakita pour y jouer de la guitare après le départ de Sugi et Key.